# Chula (Misuri)
Chula es una ciudad ubicada en el condado de Livingston en el estado estadounidense de Misuri. En el Censo de 2010 tenía una población de 210 habitantes y una densidad poblacional de 455,51 personas por km².

## Geografía
Chula se encuentra ubicada en las coordenadas 39°55′19″N 93°28′39″O / 39.92194, -93.47750. Según la Oficina del Censo de los Estados Unidos, Chula tiene una superficie total de 0.46 km², de la cual 0.46 km² corresponden a tierra firme y (0%) 0 km² es agua.

## Demografía
Según el censo de 2010, había 210 personas residiendo en Chula. La densidad de población era de 455,51 hab./km². De los 210 habitantes, Chula estaba compuesto por el 93.33% blancos, el 0.48% eran afroamericanos, el 0.95% eran amerindios, el 0.95% eran asiáticos, el 0% eran isleños del Pacífico, el 1.9% eran de otras razas y el 2.38% pertenecían a dos o más razas. Del total de la población el 5.24% eran hispanos o latinos de cualquier raza.